# Atentados contra o transporte público em Santa Catarina em 2012–2013
Uma onda de violência teve início no estado brasileiro de Santa Catarina em novembro de 2012, quando foram registrados vários incêndios cometidos principalmente contra ônibus. Apesar de aparentemente ter-se controlado, no início do ano seguinte se constataram novas levas de violência. As investigações apontam como sendo as desordens oriundas de uma retaliação de criminosos aos casos de maus tratos nas prisões de Santa Catarina.

## Primeira onda de ataques (novembro de 2012)
A primeira grande onda de violência ocorreu entre os dias 11 e 18 de novembro de 2012. Os ataques ganharam notoriedade no noticiário local e nacional devido a grande quantidade de ônibus incendiados. Bases das polícias civil e militar também foram alvo de disparos com armas de fogo. Devido aos ataques, o transporte público municipal em Florianópolis trabalhou com horários reduzidos e com escolta policial a partir dos terminais de integração, especialmente os com destino ao norte da ilha, onde os ataques aos ônibus foram maiores.
Os ataques ocorreram em 16 cidades, muitas delas concentradas na região da Grande Florianópolis. Foram registradas 58 ocorrências, sendo 27 delas ataques a ônibus. O restante foi a bases das polícias militar e civil e veículos particulares.

### Desfecho
Após as denúncias e investigação de maus tratos, superlotação e do número insuficiente de médicos nas penitenciárias, os ataques cessaram por ordem dos próprios bandidos. Santa Catarina está entre os seis estados com o maior número de denúncias de violência dentro das prisões.

## Segunda onda de ataques (janeiro e fevereiro de 2013)
Os ataques se repetiram a partir do dia 30 de janeiro. De acordo com o Secretário de Segurança, César Grubba, os novos ataques partem de ordens da mesma facção criminosa que promoveu os atentados em novembro de 2012. O motivo estaria relacionado à transferência de presos e o combate ao tráfico de drogas. O Serviço de Inteligência já havia feito um alerta à Secretaria de Segurança Pública sobre a possibilidade de novos ataques. Novamente, os ônibus passaram a ser escoltados pela polícia até os pontos mais críticos e a circular com horários reduzidos afetando a rotina daqueles que usam o transporte público como meio de transporte e o comércio.
Até as 19h do dia 20 de fevereiro, a Polícia Militar havia confirmado 111 ataques. Veículos foram incendiados, foram disparados tiros e jogados coquetéis-molotovs contra prédios públicos. As ocorrências foram registradas em 36 municípios: Navegantes, São José, Florianópolis, Criciúma, Itajaí, Palhoça, Camboriú, São Francisco do Sul, Laguna, Araquari, Gaspar, Joinville, Balneário Camboriú, Jaraguá do Sul, Maracajá, Ilhota, Tubarão, Chapecó, Indaial, Brusque, Blumenau, Garuva, Bom Retiro, São Bento do Sul, Rio do Sul, Porto União, São João Batista, São Miguel do Oeste, Içara, Imbituba, Guaramirim, Campos Novos, Balneário Rincão, Campos Novos, Itapoá e Rio Negrinho.
Os alvos destes 111 ataques foram: 32 contra edificações, 45 contra ônibus, 32 contra carros, e 2 lixeiras e pneus.

### Redução nos horários dos ônibus
Principais alvos da primeira onda de ataques, os ônibus passaram a circular com horário reduzido e com escolta policial dois dias após o registro dos primeiros. No dia 15 de fevereiro, os ônibus tiveram uma redução de horários ainda mais drástica: das 7h às 19h, no entanto, o prefeito Cesar Souza Júnior exigiu que as empresas de ônibus tivessem horários até às 23h, do contrário, seriam multadas. No dia 21 de fevereiro os ônibus voltaram a circular com horário normal.
A redução de horários afetou a rotina dos estudantes do turno noturno em Florianópolis. A Universidade do Estado de Santa Catarina (UDESC), na primeira semana de aulas do primeiro semestre, passou a ter aulas até às 20h30. Na Universidade Federal de Santa Catarina (UFSC), o primeiro de aula para os cursos noturnos foi suspenso.

### Atuação da Força Nacional
Após muita pressão da imprensa e da população, o governador Raimundo Colombo solicitou o apoio da Força Nacional para conter os atentados no estado, que chegou no dia 16 de fevereiro. Sua presença coibiu a ocorrência de novos ataques que elevaram de 106 para apenas 111. A transferência de presos influentes para prisões federais, principalmente para Mossoró, que recebeu 37 presos e em Porto Velho, onde foram registrados ataques após a chegada dos presos envolvidos nos ataques em Santa Catarina.

### Impacto no comércio
De acordo com uma pesquisa da Federação do Comério de Santa Catarina (Fecomércio/SC), feita para averiguar o impacto desta segunda onda de ataques, 39% dos estabelecimentos registraram queda no faturamento.
A redução atingiu principalmente o comércio de rua, já que os lojistas tiveram que fechar as portas mais cedo pela redução do transporte coletivo. Dos entrevistados, 39% afirmaram ter reduzido o faturamento. Em Florianópolis, a redução chegou a 63%, em Chapecó houve queda de 50%, em Itajaí 36%, Joinville 26% e Balneário Camboriú 11%. Para os hotéis, o impacto foi pequeno: 93,3% responderam que não houve cancelamento de reservas, no entanto, os ataques ocorreram também durante o período de Carnaval.